# Juris Doctor

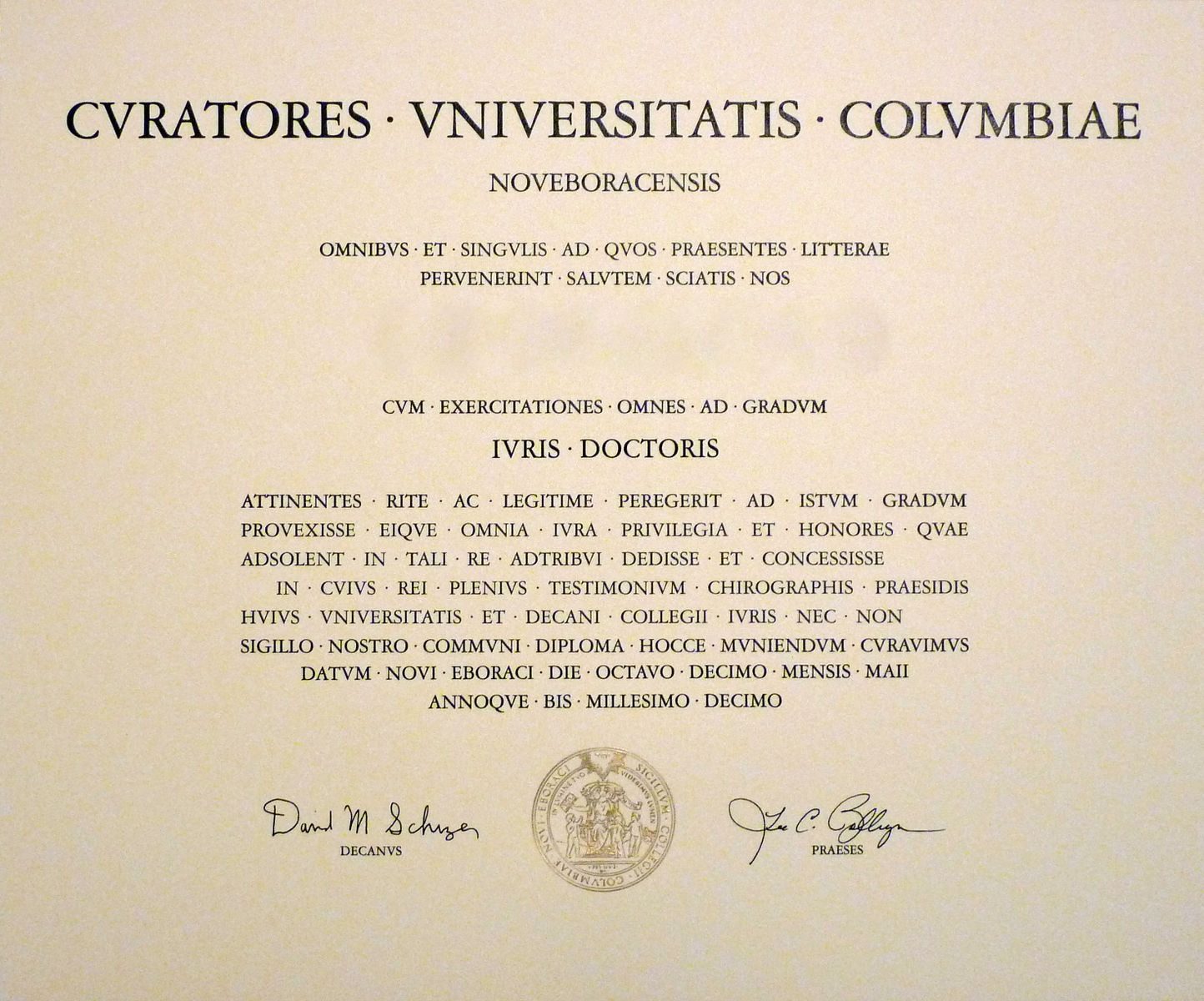
Juris Doctor conferito dalla Columbia University

Il Juris Doctor (o abbreviato J.D.) è un tipo di dottorato professionale, ed è il titolo di studio universitario necessario all'esercizio della professione legale negli Stati Uniti d'America, Canada, e Australia.
L'ammissione al J.D. è aperta a candidati che hanno già ottenuto almeno un Bachelor of Arts (B.A.) o un Bachelor of Science (B.S.) o altro diploma di laurea equivalente o superiore, come ad esempio un dottorato di ricerca.